# مارك جونسون (لاعب غولف)
مارك جونسون (بالإنجليزية: Mark Johnson)‏ هو لاعب غولف أمريكي، ولد في 22 مايو 1954 في بارستاو في الولايات المتحدة.

## وصلات خارجية
- الموقع الرسمي
- مارك جونسون على موقع رابطة لاعبي الغولف المحترفين (الإنجليزية)